# Les Éparges
Les Éparges est une commune française située dans le département de la Meuse, en région Grand Est. Elle est située à 18 km (route orthodromique) au sud-est de Verdun.

## Géographie

### Localisation
Les Éparges est un petit village français, situé dans le département de la Meuse et la région de Lorraine.
La commune s'étend sur 9,5 km2.
| Bonzée                         | Bonzée                | Trésauvaux             |
| Mouilly                        | Éparges               | Combres-sous-les-Côtes |
| Mouilly, Saint-Remy-la-Calonne | Saint-Remy-la-Calonne | Combres-sous-les-Côtes |

### Relief et géologie
Les Éparges est une commune du parc naturel régional de Lorraine situé à 266 mètres d'altitude.

Paysage Plaine de Woëvre, Les Éparges.
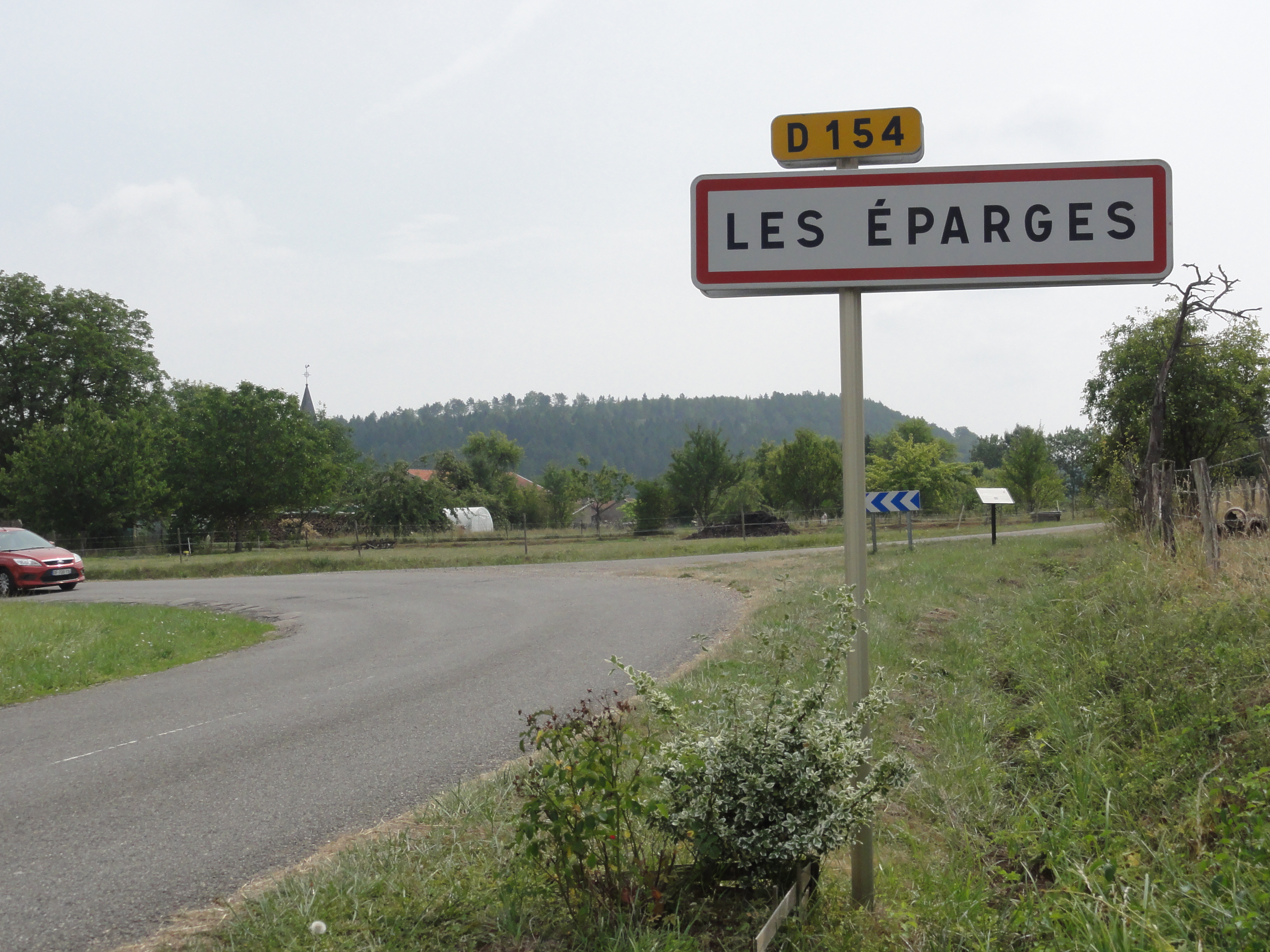
Entrée des Éparges.
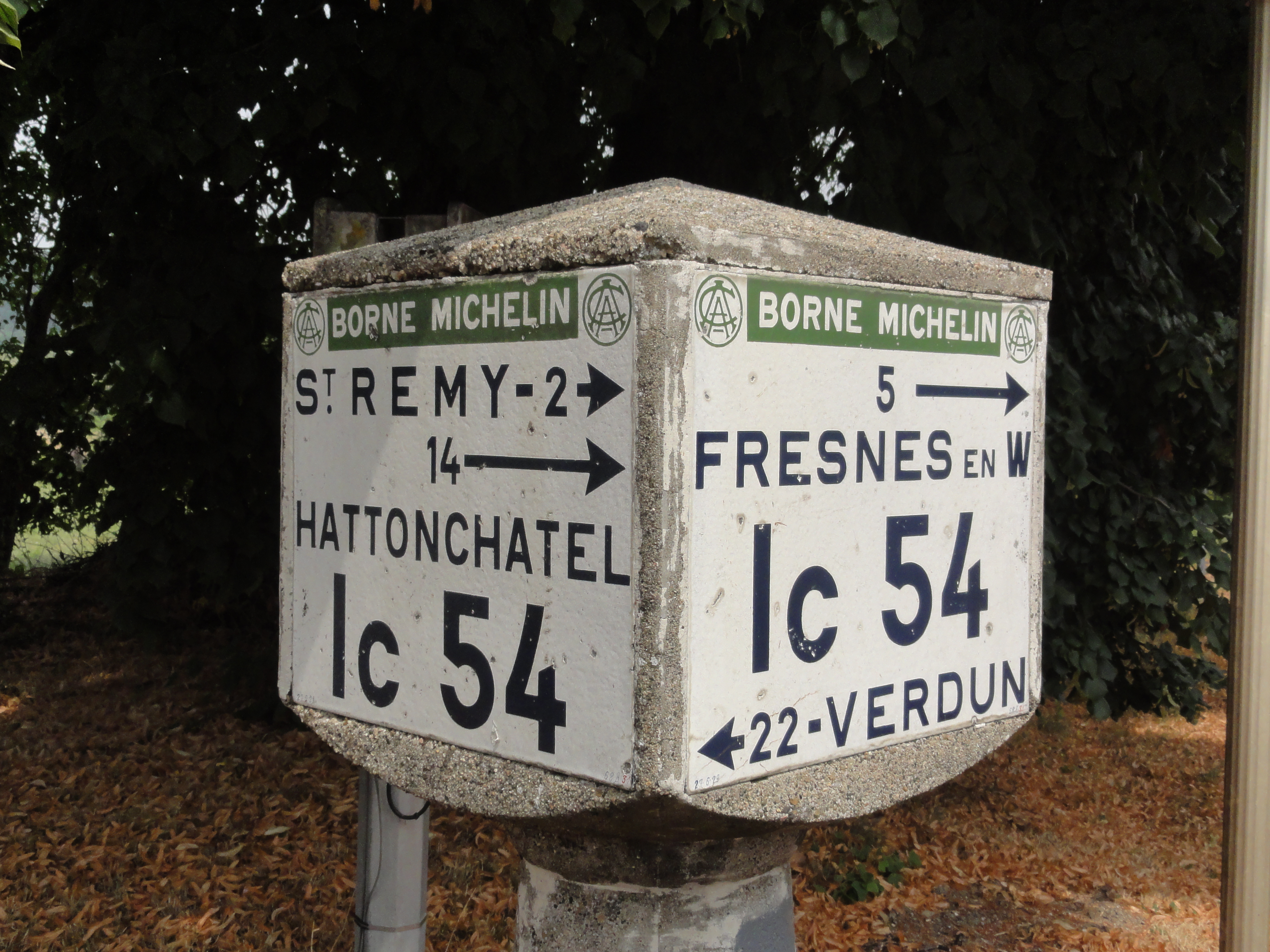
Borne Michelin aux Éparges.

Hydrogéologie et climatologie : Système d’information pour la gestion des eaux souterraines du bassin Rhin-Meuse :
Territoire communal : Occupation du sol (Corinne Land Cover); Cours d'eau (BD Carthage),
Géologie : Carte géologique; Coupes géologiques et techniques,
 Hydrogéologie : Masses d'eau souterraine; BD Lisa; Cartes piézométriques.

### Sismicité
Commune située dans une zone 1 de sismicité très faible.

### Hydrographie

#### Réseau hydrographique
La commune est traversée par la ligne de partage des eaux entre les bassins versants du Rhin et de la Meuse au sein du bassin Rhin-Meuse. Elle est drainée par le Longeau, le ruisseau de Jonvau, le ruisseau de Genousevau, le ruisseau de Sonvau, le ruisseau d'Aidevau et le ruisseau de la Fontaine St-Brice,,.
Le Longeau, d'une longueur de 37 km, prend sa source dans la commune de Hannonville-sous-les-Côtes et se jette  dans l'Yron à Friauville, après avoir traversé 16 communes. 

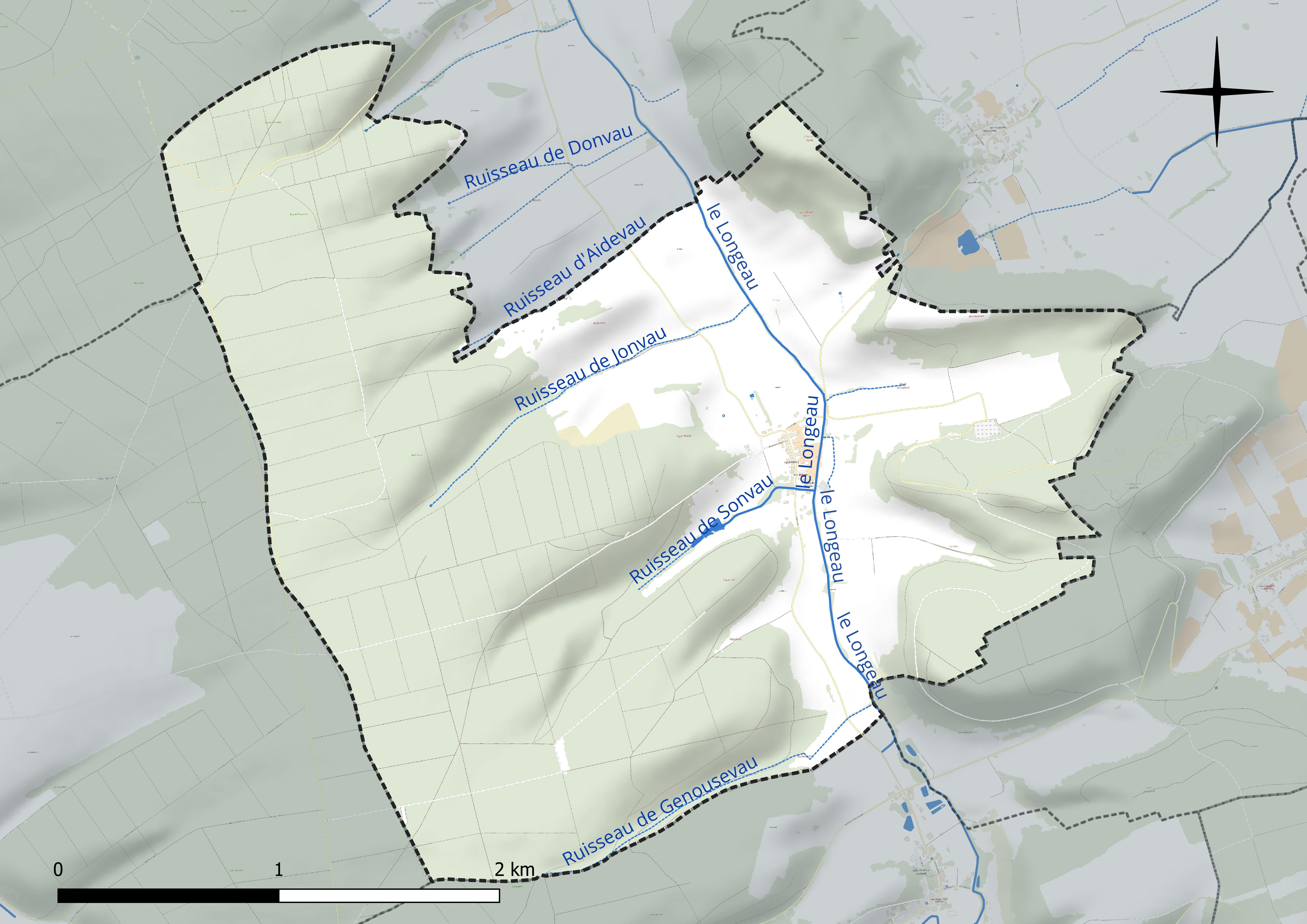
Réseau hydrographique des Éparges.

#### Gestion et qualité des eaux
Le territoire communal est couvert par le schéma d'aménagement et de gestion des eaux (SAGE) « Bassin ferrifère ». Ce document de planification concerne le périmètre des anciennes galeries des mines de fer, des aquifères et des bassins versants hydrographiques associés qui s’étend sur 2 418 km2. Les bassins versants concernés sont celui de la Chiers en amont de la confluence avec l'Othain, et ses affluents (la Crusnes, la Pienne, l'Othain), celui de l'Orne et ses affluents et celui de la Fensch, le Veymerange, la Kiesel et les parties françaises du bassin versant de l'Alzette et de ses affluents (Kaylbach, ruisseau de Volmerange). Il a été approuvé le 27 mars 2015. La structure porteuse de l'élaboration et de la mise en œuvre est la région Grand Est. 
La qualité des cours d’eau peut être consultée sur un site dédié géré par les agences de l’eau et l’Agence française pour la biodiversité. 

### Climat
Pour des articles plus généraux, voir Climat du Grand Est et Climat de la Meuse.
En 2010, le climat de la commune est de type climat de montagne, selon une étude du Centre national de la recherche scientifique s'appuyant sur une série de données couvrant la période 1971-2000. En 2020, Météo-France publie une typologie des climats de la France métropolitaine dans laquelle la commune est exposée à un climat océanique altéré et est dans la région climatique  Lorraine, plateau de Langres, Morvan, caractérisée par un hiver rude (1,5 °C), des vents modérés et des brouillards fréquents en automne et hiver. 
Pour la période 1971-2000, la température annuelle moyenne est de 9,5 °C, avec une amplitude thermique annuelle de 16,2 °C. Le cumul annuel moyen de précipitations est de 907 mm, avec 13,8 jours de précipitations en janvier et 9,8 jours en juillet. Pour la période 1991-2020, la température moyenne annuelle observée sur la station météorologique de Météo-France la plus proche, « Bonzée_sapc », sur la commune de Bonzée à 4 km à vol d'oiseau, est de 10,6 °C et le cumul annuel moyen de précipitations est de 783,7 mm. 
La température maximale relevée sur cette station est de 40,6 °C, atteinte le 24 juillet 2019 ; la température minimale est de −17,3 °C, atteinte le 7 février 2012,,. 
Les paramètres climatiques de la commune ont été estimés pour le milieu du siècle (2041-2070) selon différents scénarios d'émission de gaz à effet de serre à partir des nouvelles projections climatiques de référence DRIAS-2020. Ils sont consultables sur un site dédié publié par Météo-France en novembre 2022.

### Voies de communication et transports

#### Voies routières
Entouré par les communes de Trésauvaux, Saint-Remy-la-Calonne et  Mouilly, Les Éparges est situé à 2 km au sud-ouest de Trésauvaux la plus grande ville aux alentours.

#### Transports en commun
- Fluo Grand Est.

##### SNCF

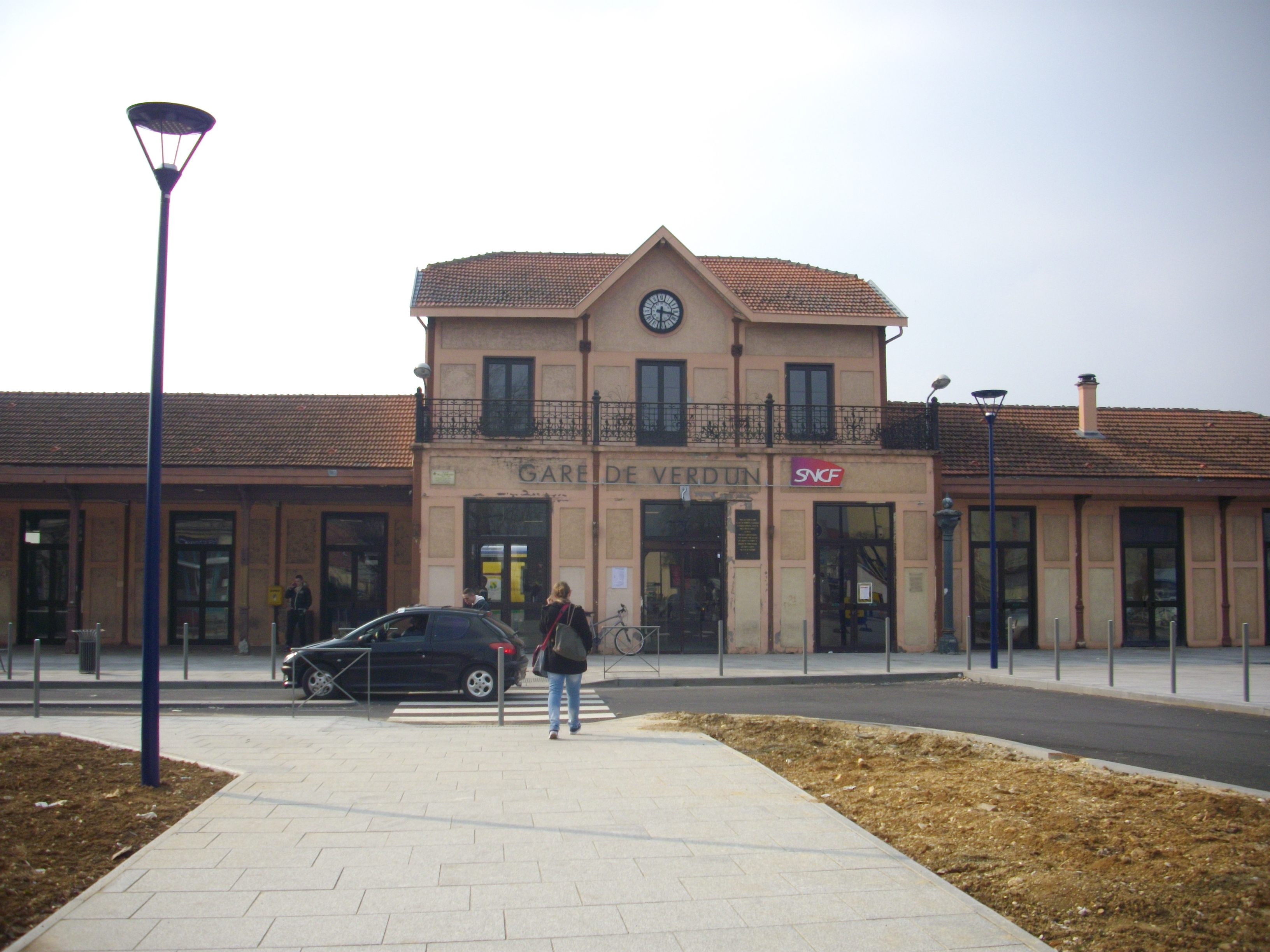
Gare de Verdun.

- Gare d'Étain,
- Gare de Verdun,
- Gare de Conflans - Jarny,
- Gare de Meuse TGV,
- Gare de Baroncourt.

### Intercommunalité
Commune membre de la Communauté de communes du Territoire de Fresnes en Woëvre.

## Urbanisme

### Typologie
Au 1er janvier 2024, Les Éparges est catégorisée commune rurale à habitat dispersé, selon la nouvelle grille communale de densité à sept niveaux définie par l'Insee en 2022.
Elle est située hors unité urbaine et hors attraction des villes,.

### Occupation des sols
L'occupation des sols de la commune, telle qu'elle ressort de la base de données européenne d’occupation biophysique des sols Corine Land Cover (CLC), est marquée par l'importance des forêts et milieux semi-naturels (74,6 % en 2018), en diminution par rapport à 1990 (77,8 %). La répartition détaillée en 2018 est la suivante : 
forêts (74,6 %), prairies (13,3 %), terres arables (9,7 %), zones humides intérieures (2,4 %). L'évolution de l’occupation des sols de la commune et de ses infrastructures peut être observée sur les différentes représentations cartographiques du territoire : la carte de Cassini (XVIIIe siècle), la carte d'état-major (1820-1866) et les cartes ou photos aériennes de l'IGN pour la période actuelle (1950 à aujourd'hui).

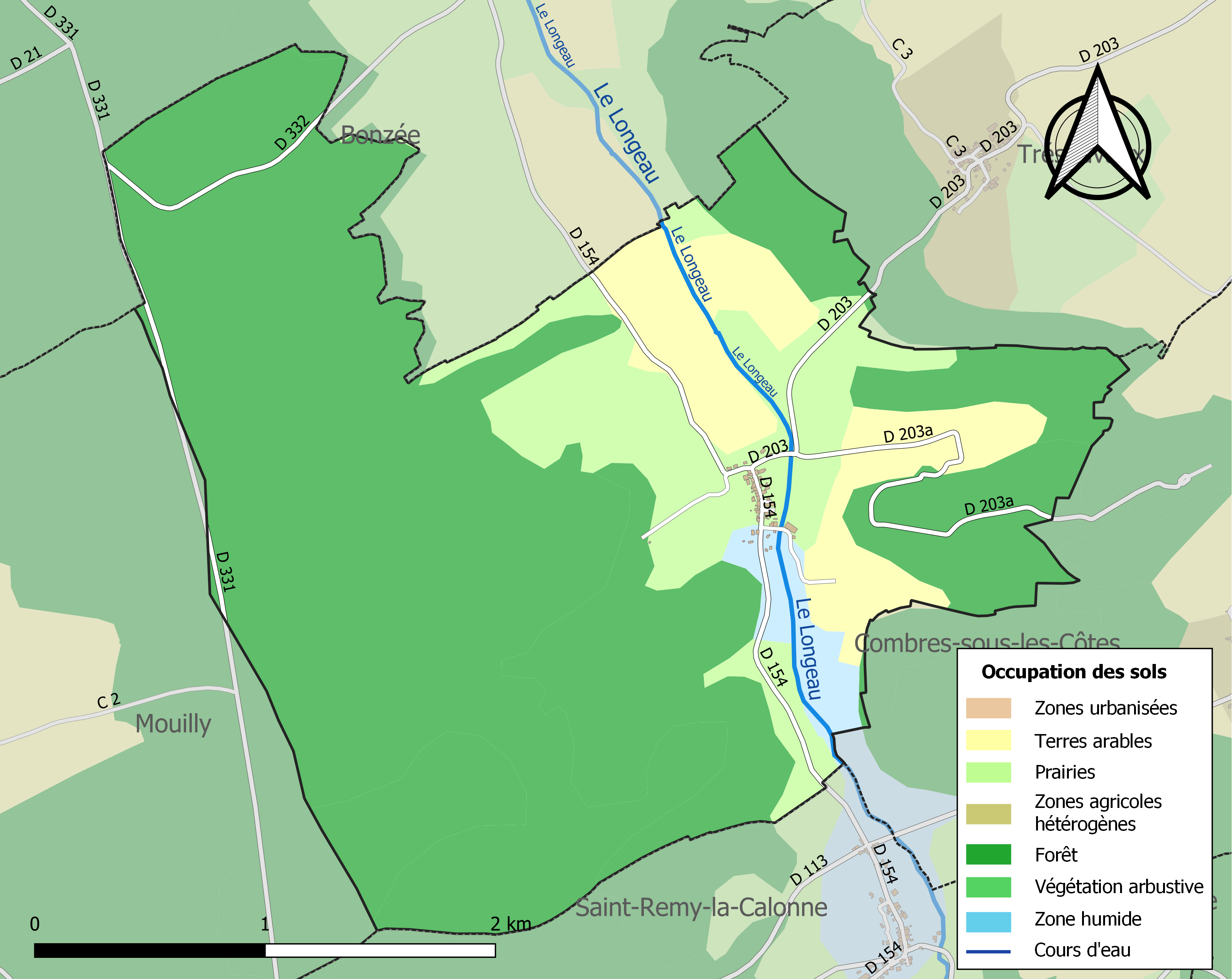
Carte des infrastructures et de l'occupation des sols de la commune en 2018 (CLC).

## Toponymie
Le nom de la localité est attesté sous les formes Esparges (1203) ; « Sed Pargia villa adhuc remaneret secundum mores antiquos » (1223) ; Les Parges (1378) ; Desparge (1549) ; Espargiæ (1642) ; Esparge (1656) ; Les Esparges, Spargiæ (1738) ; Éparge, Ban des Épars (1743) ; Espange (1756).

De l'oïl ès ( « en les » ) et le pluriel de parge « clôture légère et transportable où l'on enferme les moutons , quand ils couchent dans les champs ». La bordure de son blason évoque des barrières d’un parc, elles font allusion au toponyme Les Éparges jadis Les Parges. Parge du latin pargus désignant un enclos fermé de barrières en bois.

## Histoire
La colline à l'est du village des Éparges a fait l'objet d'importantes batailles en 1914 et 1915 entre armées française et allemande lors de la Première Guerre mondiale. Ces faits sont relatés en particulier par l'écrivain Maurice Genevoix dans certains de ses livres intitulés Les Éparges (cf. Ceux de 14) et La Mort de près, livres qui sont fondés sur son expérience personnelle de ces combats intenses et meurtriers. La colline porte encore les traces de ces combats; on peut y voir les entonnoirs résultant d'explosions de mines pour le contrôle du « point X » qui domine la plaine, stratégique pour le contrôle de l’artillerie.
Dans son livre La boue, Maurice Genevoix écrit le 1er novembre 1914 : « Au bord de la rue caillouteuse, de chaque côté sinuent les lignes tourmentées des façades, des carcasses noires, des échines de toitures dont les chevrons brisés font comme des chapelets de vertèbres. Le village est inerte comme un grand cadavre étendu. L'odeur est aigre et froide, une odeur d'incendie, plus pénétrante qu'une puanteur de chair morte. Dans le ruisseau, la boue s'étale comme une sanie ».
Ces positions sont le théâtre d’une des luttes les plus meurtrières de la Première Guerre mondiale. Les Allemands s’acharnent pour la possession de la crête, et les attaques et les contre-attaques, les combats corps à corps et à la grenade, sous un bombardement d’obus de tous calibres et sous l’écrasement des torpilles, se renouvellent pendant une période de cinq mois dans les conditions les plus pénibles.
Tous les soldats français qui ont combattu aux Éparges entre septembre 1914 et avril 1915, ont reçu un diplôme de reconnaissance pour leurs combats effectués dans cette région, signé du général Herr, commandant le 6e corps d'armée et du général Roques, commandant la Ire armée. Ce document est nominatif et reprend les citations de la 12e division d'infanterie et du  25e bataillon de chasseurs à pied.
Le 1er juin 1916, le dirigeable Adjudant-Vincenot, de retour d'une mission de bombardement sur Verdun, s'écrase aux Éparges, touché par la DCA allemande.

## Politique et administration

### Liste des maires
| Période                                  | Période        | Identité                                       | Étiquette | Qualité                        |
| ---------------------------------------- | -------------- | ---------------------------------------------- | --------- | ------------------------------ |
| Les données manquantes sont à compléter. |                |                                                |           |                                |
| mars 2001                                | mars 2008      | Jacques Thiery                                 |           |                                |
| mars 2008                                | mars 2014      | Bernard Pancher                                |           |                                |
| mars 2014                                | septembre 2014 | Hubert Perroud                                 |           | Démissionne en cours de mandat |
| décembre 2014                            | En cours       | Xavier Pierson, Réélu pour le mandat 2020-2026 |           | Ancien militaire.              |

### Budget et fiscalité 2021
En 2021, le budget de la commune était constitué ainsi :
- total des produits de fonctionnement : 77 000 €, soit 1 166 € par habitant ;
- total des charges de fonctionnement : 39 000 €, soit 591 € par habitant ;
- total des ressources d'investissement : 154 000 €, soit 2 333 € par habitant ;
- total des emplois d'investissement : 31 000 €, soit 471 € par habitant ;
- endettement : 37 000 €, soit 567 € par habitant.

Avec les taux de fiscalité suivants :
- taxe d'habitation : 4,95 % ;
- taxe foncière sur les propriétés bâties : 29,12 % ;
- taxe foncière sur les propriétés non bâties : 10,00 % ;
- taxe additionnelle à la taxe foncière sur les propriétés non bâties : 43,61 % ;
- cotisation foncière des entreprises : 6,82 %.

Chiffres clés Revenus et pauvreté des ménages en 2019 : médiane en 2019 du revenu disponible, par unité de consommation.

## Population et société

### Démographie

#### Évolution démographique
L'évolution du nombre d'habitants est connue à travers les recensements de la population effectués dans la commune depuis 1793. Pour les communes de moins de 10 000 habitants, une enquête de recensement portant sur toute la population est réalisée tous les cinq ans, les populations de référence des années intermédiaires étant quant à elles estimées par interpolation ou extrapolation. Pour la commune, le premier recensement exhaustif entrant dans le cadre du nouveau dispositif a été réalisé en 2008.

En 2022, la commune comptait 61 habitants, en évolution de −11,59 % par rapport à 2016 (Meuse : −4,4 %, France hors Mayotte : +2,11 %).
| 1793 | 1800 | 1806 | 1821 | 1831 | 1836 | 1841 | 1846 | 1851 |
| ---- | ---- | ---- | ---- | ---- | ---- | ---- | ---- | ---- |
| 273  | 312  | 334  | 344  | 380  | 372  | 380  | 380  | 373  |

| 1856 | 1861 | 1866 | 1872 | 1876 | 1881 | 1886 | 1891 | 1896 |
| ---- | ---- | ---- | ---- | ---- | ---- | ---- | ---- | ---- |
| 366  | 345  | 298  | 314  | 287  | 250  | 243  | 228  | 208  |

| 1901 | 1906 | 1911 | 1921 | 1926 | 1931 | 1936 | 1946 | 1954 |
| ---- | ---- | ---- | ---- | ---- | ---- | ---- | ---- | ---- |
| 193  | 180  | 161  | 57   | 66   | 65   | 63   | 63   | 72   |

| 1962 | 1968 | 1975 | 1982 | 1990 | 1999 | 2006 | 2008 | 2013 |
| ---- | ---- | ---- | ---- | ---- | ---- | ---- | ---- | ---- |
| 69   | 72   | 43   | 54   | 57   | 58   | 73   | 76   | 73   |

| 2018 | 2022 | - | - | - | - | - | - | - |
| ---- | ---- | - | - | - | - | - | - | - |
| 65   | 61   | - | - | - | - | - | - | - |

### Santé
Professionnels et établissements de santé :
- Médecins à Fresnes-en-Woëvre, Lacroix-sur-Meuse, Dieue-sur-Meuse, Dugny-sur-Meuse, Saint-Mihiel,
- Pharmacies à Fresnes-en-Woëvre, Lacroix-sur-Meuse, Dieue-sur-Meuse, Saint-Mihiel, Étain,
- Hôpitaux à Verdun, Saint-Mihiel, Gorze, Commercy, Briey.

### Enseignement
Établissements d'enseignements :
- Écoles maternelles et primaires à Fresnes-en-Woëvre, Hannonville-sous-les-Côtes, Thillot, Sommedieue,
- Collèges à Fresnes-en-Woëvre, Fresnes-en-Woëvre, Verdun, Étain,
- Lycées à Verdun,

### Manifestations culturelles et festivités
- Depuis 2019, la commune des Éparges est jumelée avec la 53e compagnie spécialisée de réserve du 19e régiment du génie, régiment ayant participé à la bataille des Éparges. La compagnie participe régulièrement à une cérémonie commémorative.

### Sports
- Centre Équestre "La ferme du Sonvaux"[37].
- Pratique de la moto et du sport motocycliste[38].

### Lieux de cultes
- Culte catholique, La Portelatine[39], Diocèse de Verdun.

## Économie

### Entreprises et commerces

#### Agriculture
- Élevage de chevaux et d'autres équidés.
- Élevage d'autres bovins et de buffles.

#### Tourisme
- Gîtes ruraux, Chambres d'hôtes à Saint-Rémy-la-Calonne, Bonzée-en-Woëvre, Fresnes-en-Woëvre, Mogeville.
- Balades à cheval[40].
- Itinéraires de randonnées : La crête dite "des Eparges"[41].

#### Commerces
- Commerces et services de proximité.

## Culture locale et patrimoine

### Lieux et monuments

#### Lieux de mémoire de la Grande Guerre
- Nécropole nationale du Trottoir : D'une superficie de 8 355 m2, elle rassemble 2 960 corps de soldats dont 2 108 en tombes individuelles et 852 en ossuaires. Le cimetière est inscrit au titre des monuments historiques depuis 2017[42],[43].
- Monument au 106e Régiment d'infanterie : situé en haut d'un escalier, ce monument est l’œuvre de Maxime Réal del Sarte. De forme pyramidale, le monument est dominé par une tête humaine portée par des mains décharnées[44],[45].

- Mémorial du Génie[46] : dédié à la mémoire des sapeurs victimes de la guerre des mines. Il est formé de sept palplanches de béton ceint d'un mur plein peint en blanc avec cette inscription : « A la gloire du génie »[47].
- Monument du Point X : situé à l'extrémité de la crête dominant la plaine de la Woëvre, il est composé du mur surmonté d'un fronton triangulaire (inscription "A ceux qui n'ont pas de tombe") et d'un autel. Un bas-relief œuvre de la sculptrice Louis-Mina Fischer, représente un officier tête nue entraînant ses hommes au combat (situé sur le territoire de la commune de Combres-sous-les-Côtes)[48].
- Monument au 302e régiment d'infanterie : une simple stèle entourée de pavés ; il est situé non loin du monument du Point X.
- Monument à la mémoire des morts de la 12e DI, au point C, crête des Éparges[49].
- La statue-buste de Maurice Genevoix.

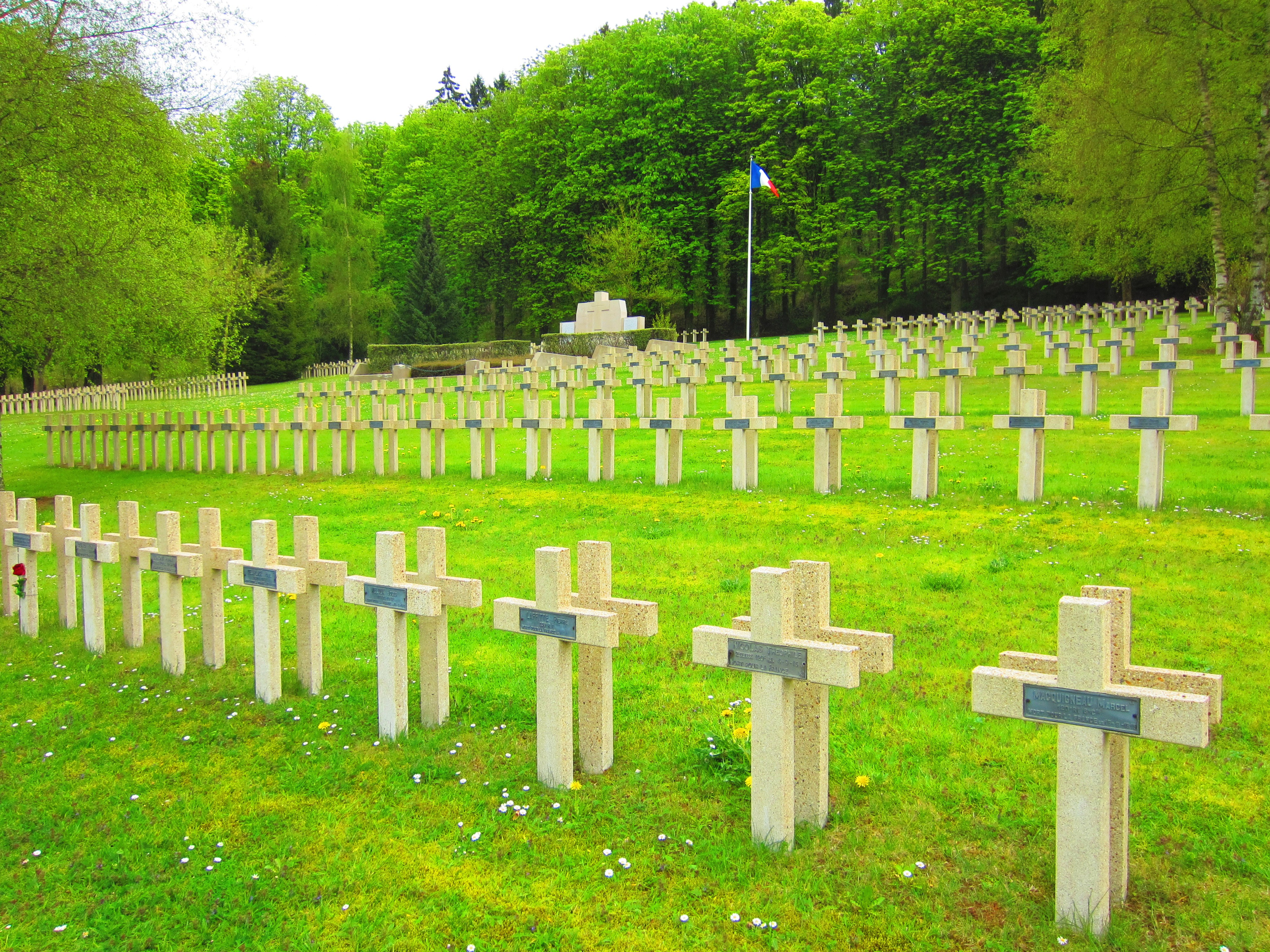
La nécropole.
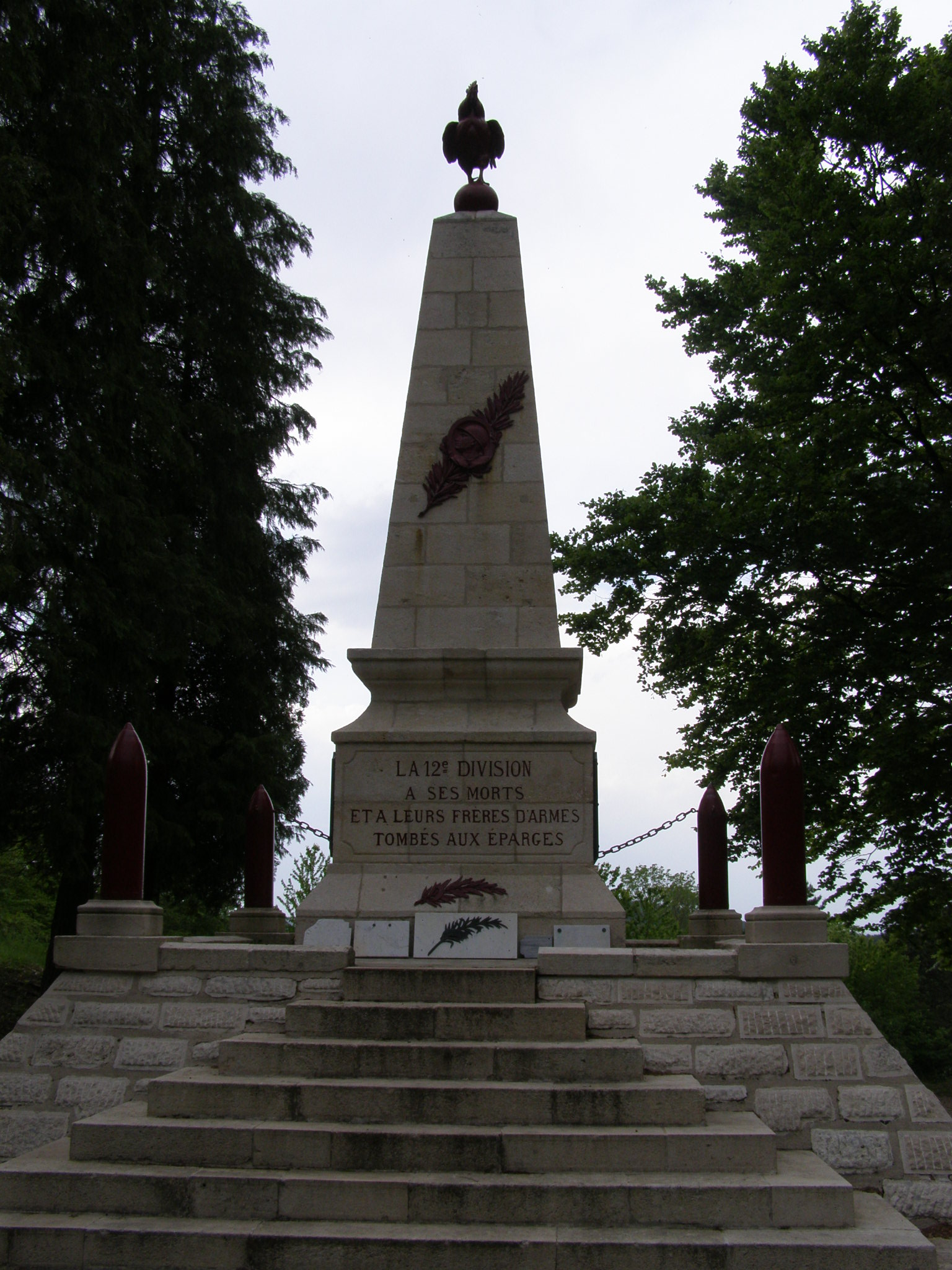
Monument à la mémoire des morts de la 12e DI.
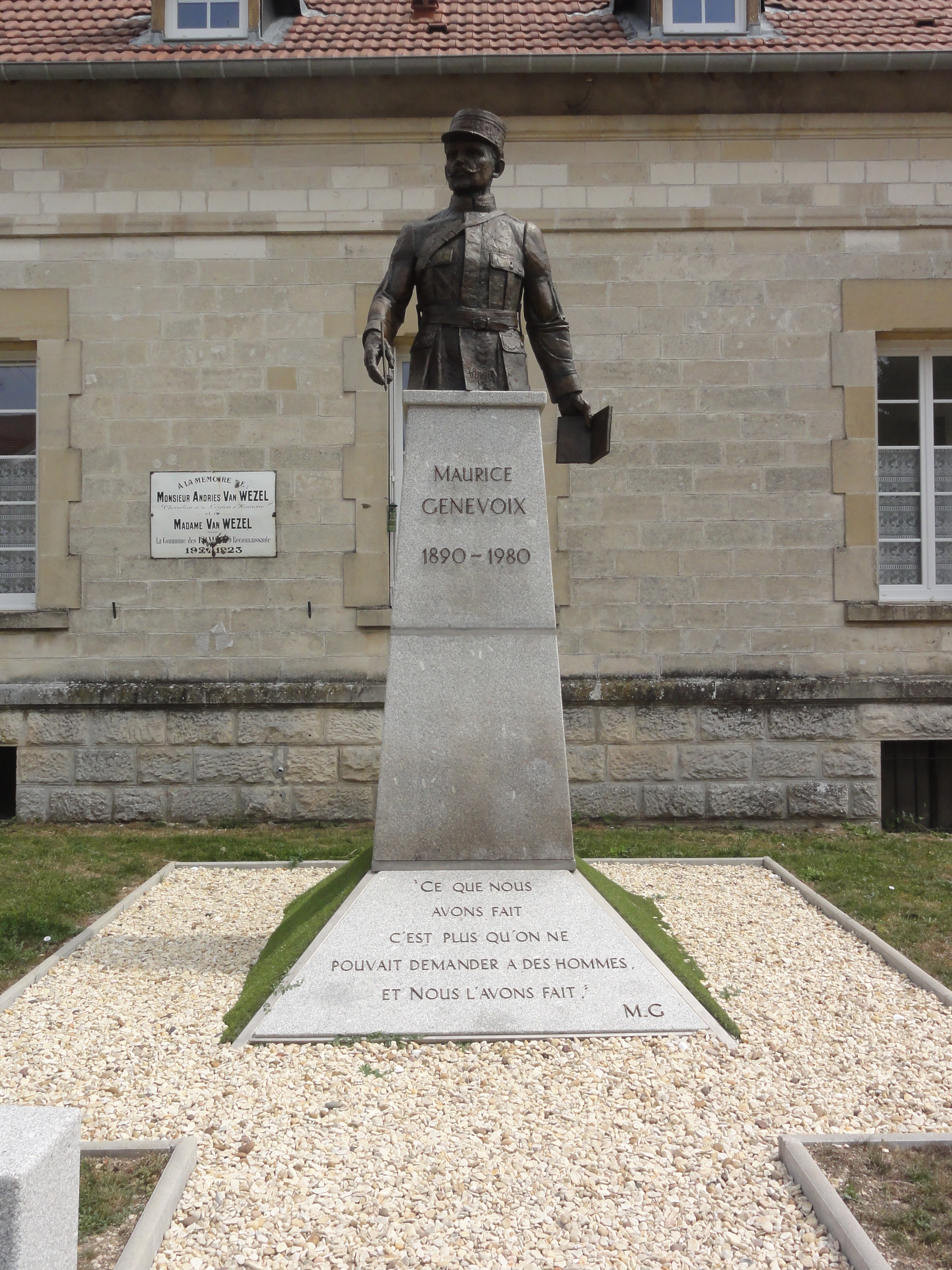
Statue-buste Maurice Génevoix.

#### Monuments religieux
- Église Saint-Martin, construite en 1852, détruite au cours de la Première Guerre mondiale, reconstruite en 1929[50].
- Croix de chemin, autel de procession, au nord du village.
- Calvaire au sud du village.

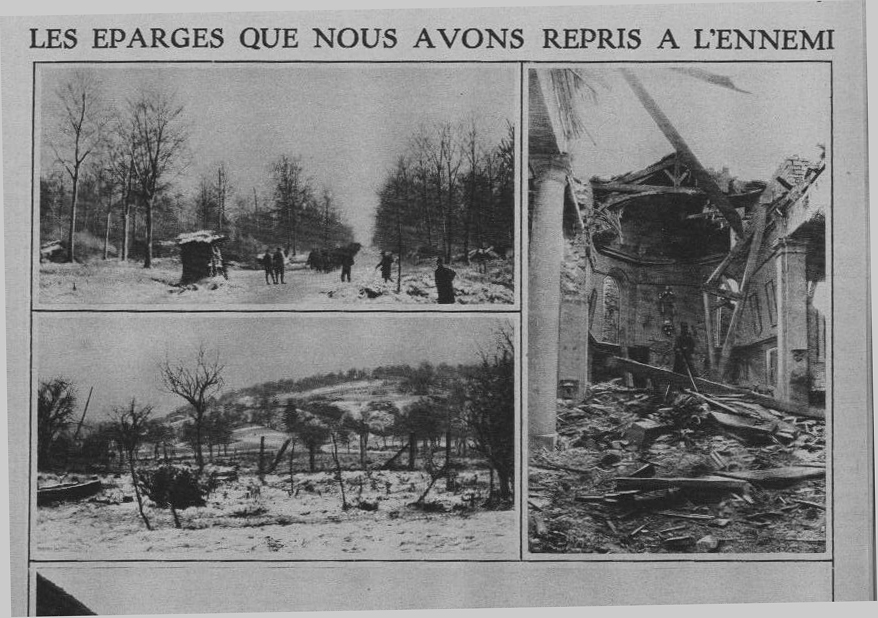
Les Éparges, l'intérieur de l'église le 25 avril 1915.
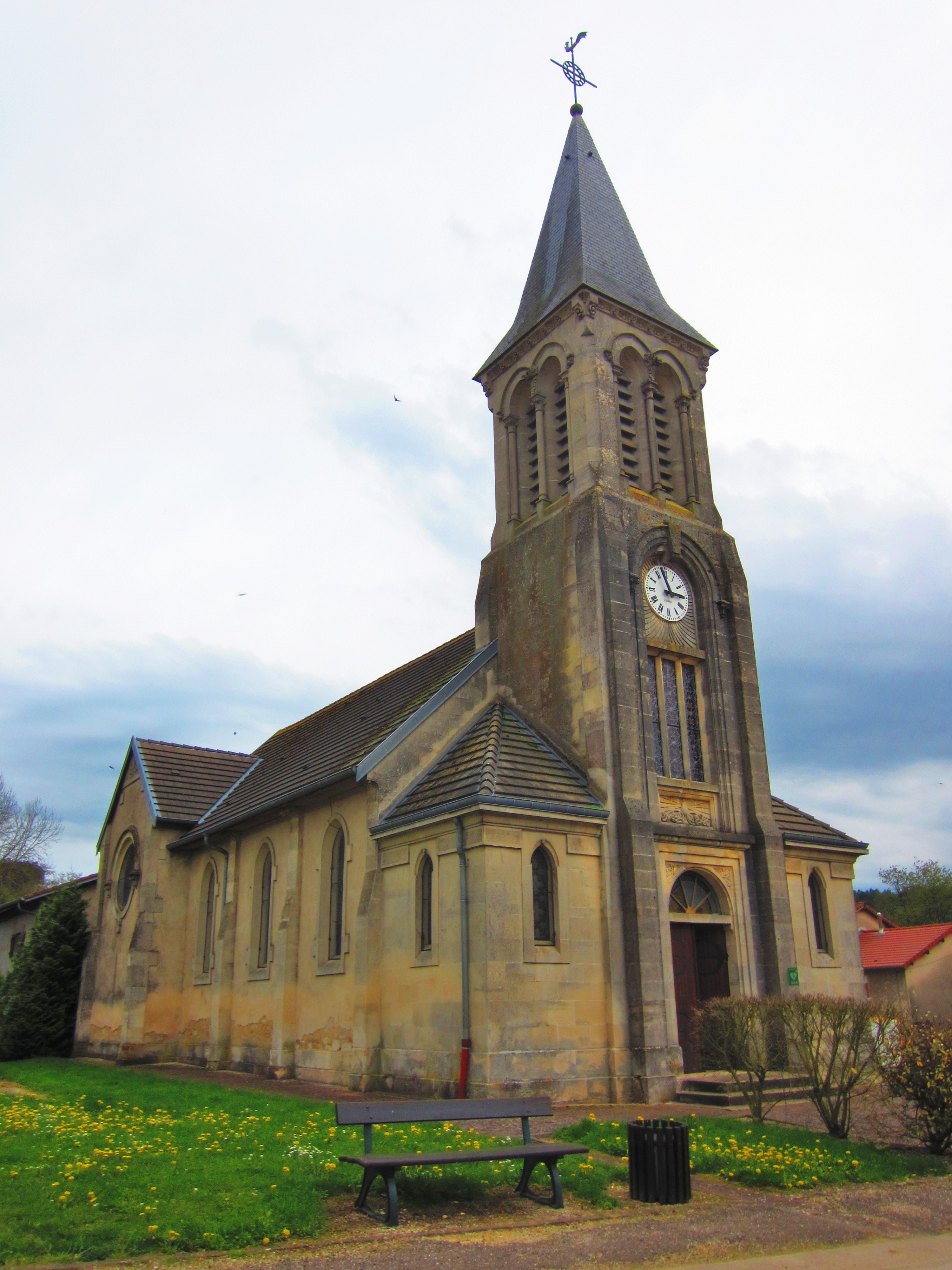
Église Saint-Martin.
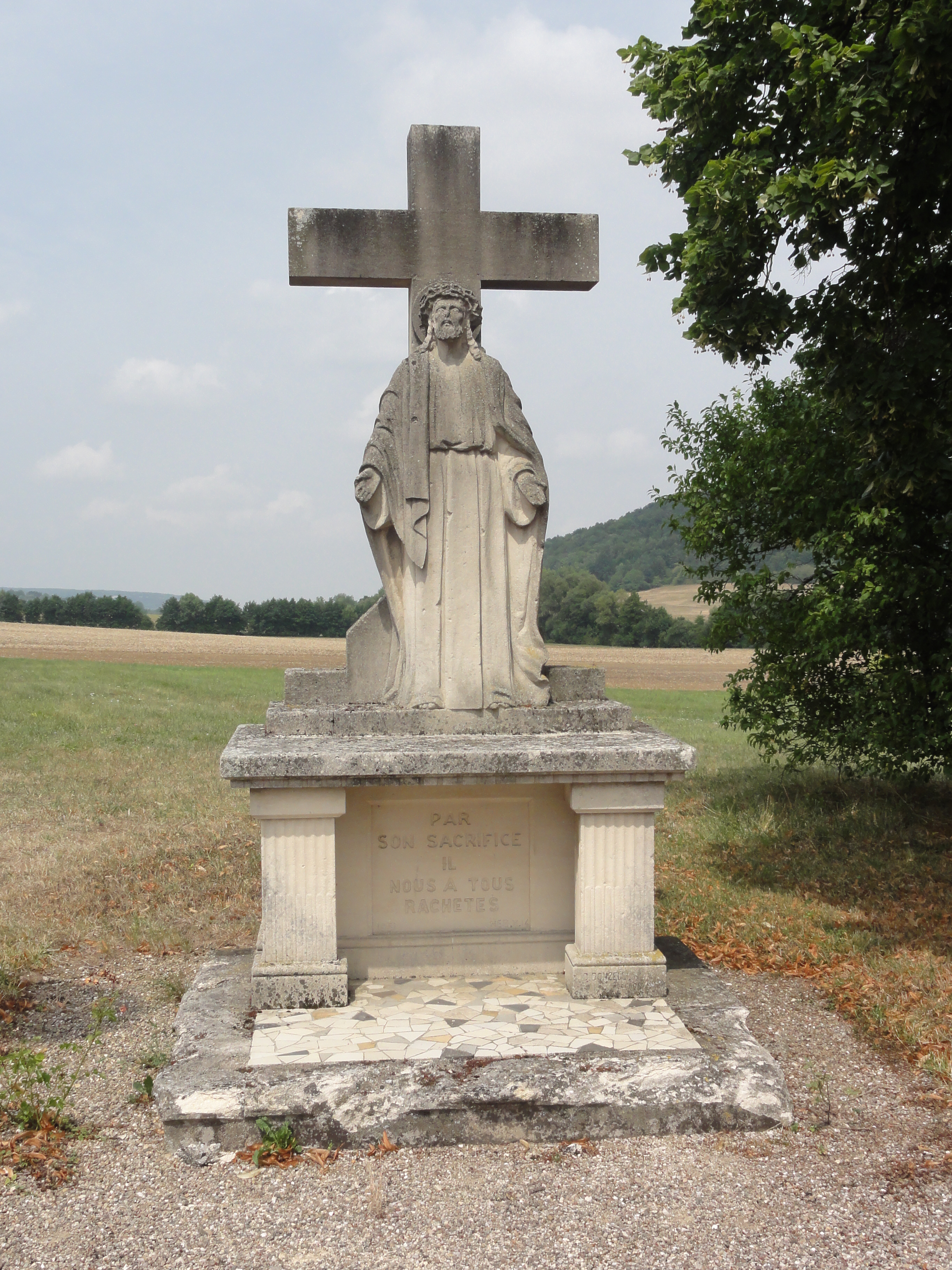
Croix de chemin, autel de procession[51].
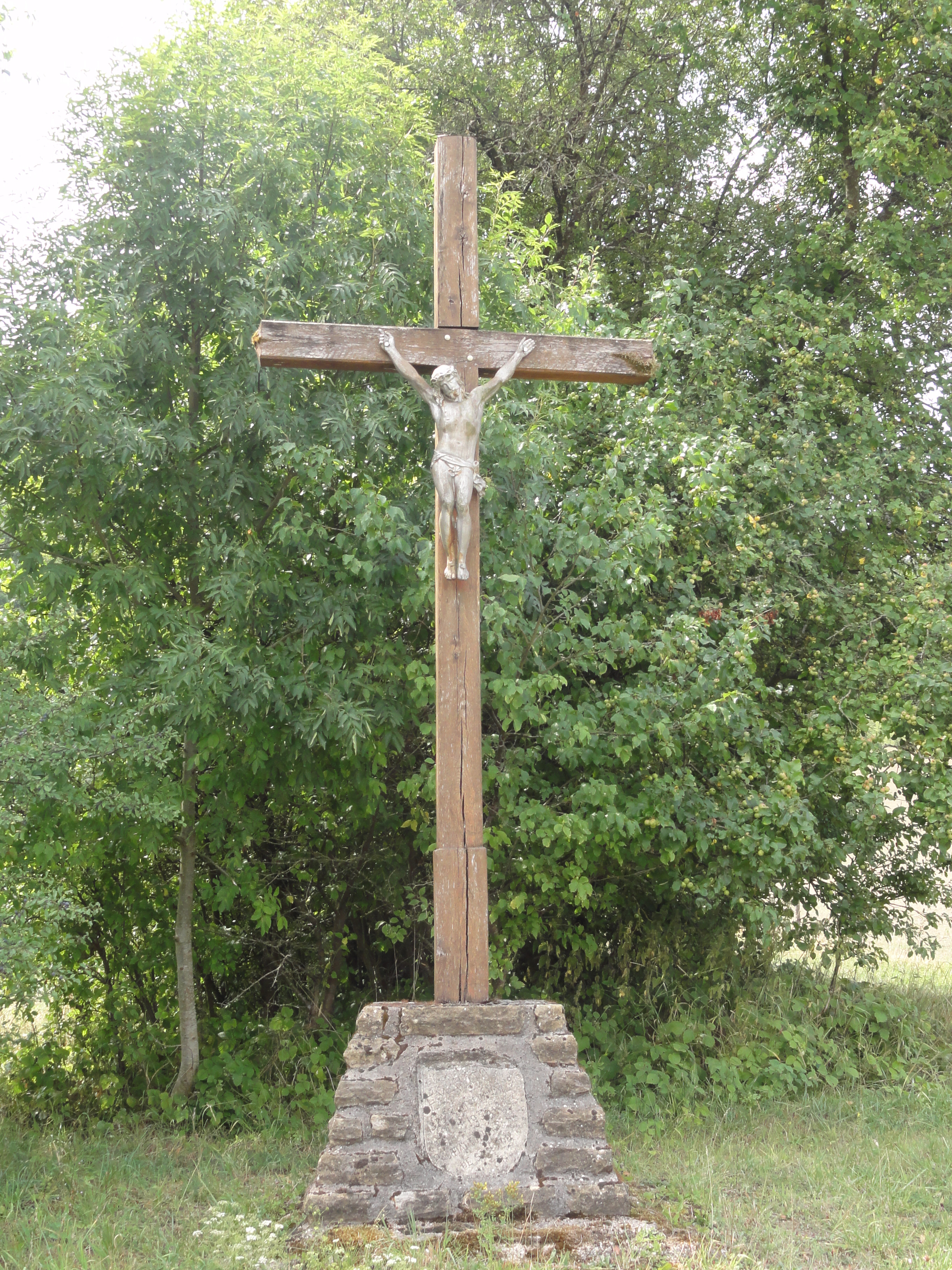
Calvaire.

### Décoration et distinction
La commune a été décorée de la  Croix de guerre 1914-1918 le 15 mars 1921.
La mention « LES EPARGES 1915 » est inscrite sur le drapeau des régiments cités lors de la Bataille des Éparges.
Chaque lundi de Pâques, une cérémonie commémore les séries d'attaques lancées vers la crête des Éparges, organisée par le comité cantonal de Fresnes-en-Woëvre  et la municipalité des Éparges. Cette cérémonie rappelle une page d'histoire :
en quelques jours, les régiments français perdirent plus de 5 000 hommes, tués, blessés, ou disparus, appartenant pour un grand nombre d'entre eux aux régiments de la 12e division d'infanterie de Reims (132e de Reims, 106e de Chalons et 25e bataillon de chasseurs à pied d’Épernay et Saint-Mihiel). Hommage est ainsi rendu à tous les combattants morts sur ce haut lieu de mémoire, pendant les quatre années de la Grande Guerre. Lors de ces assauts, ils furent tués, engloutis dans la boue des Éparges, déchiquetés par les mines dont les immenses cratères ponctuent la montée vers le sommet de la crête.
Une rue de Reims est appelée rue des Éparges.

### Personnalités liées à la commune
- Frédéric Chevillon, cinquième député français mort pour la patrie.
- Maurice Bedel, blessé aux Éparges en mai 1915.
- Maurice Genevoix était sous-lieutenant à la 7e compagnie du  106e régiment d’infanterie qui a combattu sur la crête des Éparges. Il a écrit ses souvenirs dans quatre livres : Sous Verdun, Nuit de guerre, La Boue, Les Éparges. Ils ont été condensés en un seul livre : Ceux de 14.
- Eugène Criqui y fut blessé en mars 1915.
- Maxime Real del Sarte y fut blessé en janvier 1916.
- On y porta disparu au cours des combats du 22 septembre 1914, le romancier Alain-Fournier, lieutenant de réserve parti en campagne dès la mobilisation avec le 288e régiment d'infanterie. Cette disparition fit travailler l'imaginaire de beaucoup jusqu'à ce que son corps fût retrouvé et identifié dans une fosse commune allemande en 1991 à quelques centaines de mètres de la Tranchée de Calonne.
- Ernst Jünger, soldat allemand, membre du 73e régiment de fusiliers hanovriens, combattit aux Éparges et y fut blessé. Il raconte ce qui fut son premier combat dans Orages d'acier.
- Andries van Wezel, riche diamantaire philanthrope qui permit la reconstruction du village des Éparges en faisant un don de 500 000 francs-or[52].
- Mina Fischer, comtesse Antoine de Cugnac, avait été fiancée avec René Tronquoy, lieutenant au 67e RI, disparu aux Éparges[53]. Elle a aidé à financer l'aménagement des lieux et le monument du point X en mémoire de « Ceux qui n'ont pas de tombe ». Elle sculpta un bas relief qui représenterait le fiancé.

### Héraldique
| Blason de Les Éparges | Blason  | Mantelé versé, au 1)de gueules, chargé d'un casque Adrian taré de profil d'or ; au 2) de sinople,à deux palmes d'argent posées en chevron renversé ; à la bordure diminuée d'or. |
| Blason de Les Éparges | Détails | Création Dominique Larcher, Dominique Lacorde et Robert-André Louis. Adoptée le 14 octobre 2016.                                                                                 |

## Pour approfondir